# Staffeli (udstyr)
 For alternative betydninger, se Staffeli. (Se også artikler, som begynder med Staffeli)
Staffeli er en fritstående konstruktion, der primært er tænkt som støtte for kunstmaleres lærred, mens der arbejdes med det, men som også kan bruges ved fremvisning af billeder. Der findes tunge staffelier beregnet til brug i et atelier og lettere, sammenfoldelige udgaver, der kan transporteres, når der skal males andre steder.